# 泰斯塔德爾托爾山

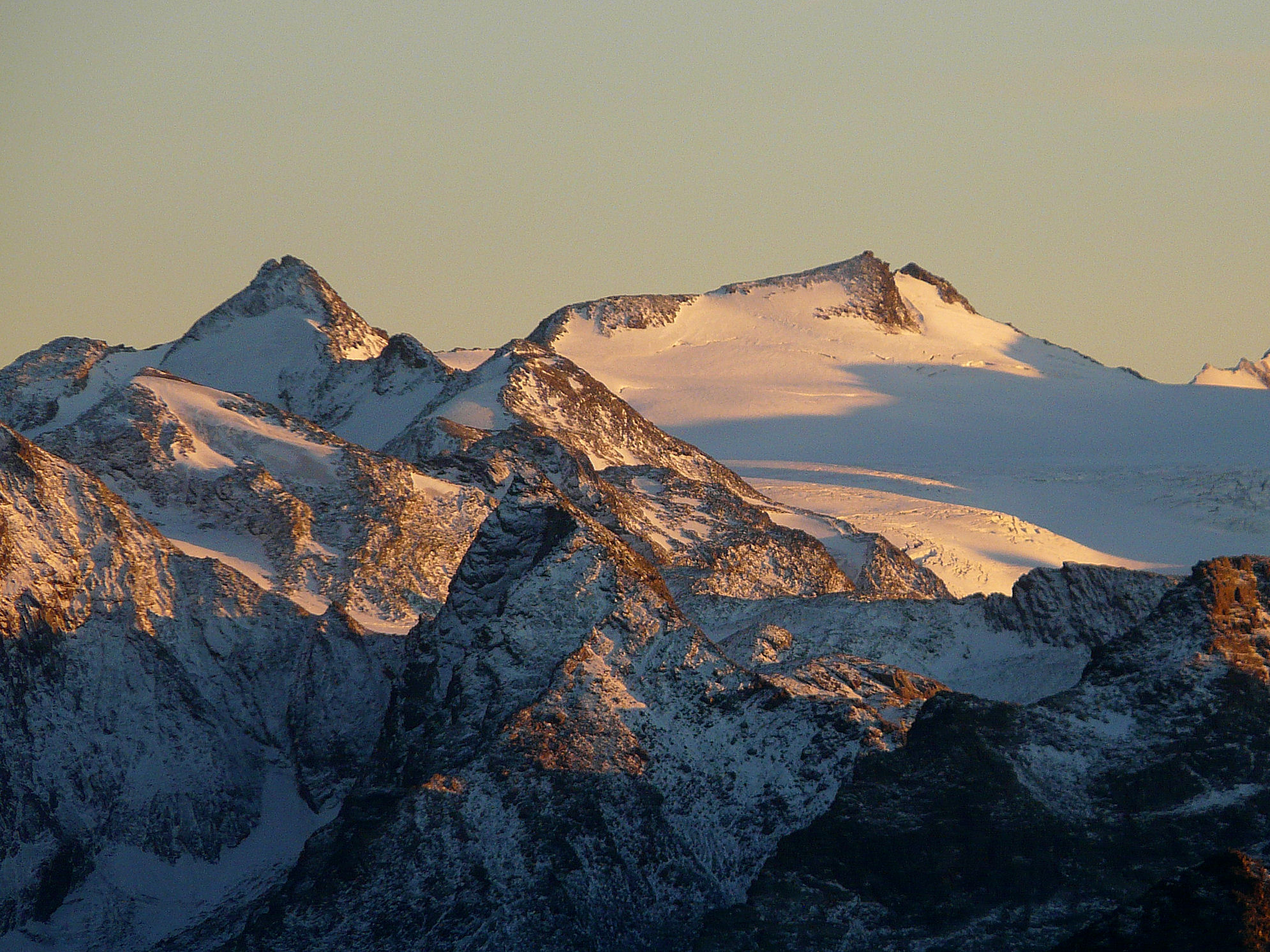

45°38′N 7°1′E / 45.633°N 7.017°E
泰斯塔德爾托爾山（義大利語：Testa del Rutor），是意大利的山峰，位於該國西北部，由瓦萊達奧斯塔大區負責管轄，屬於格拉耶山的一部分，海拔高度3,468米，每年平均降雨量1,303毫米。